# 岡研磨
岡 研磨（おか けんま、1854年（安政元年7月） - 1932年（昭和7年）6月19日）は、日本の政治家、衆議院議員（1期）。

## 経歴
越前国今立郡(のち福井県今立郡上池田村→池田村、現・池田町)生まれ。医学を学び、医師を開業する。今立郡稲荷村外六ヶ村戸長、同郡野尻村外五ヶ村戸長、同郡志津原村外七ヶ村戸長、同郡池田村長、上池田村長、今立郡会議員、福井県会議員、同参事会員、所得税調査委員となる。また、医師の傍ら畜産業に従事した。
1892年の第2回衆議院議員総選挙において福井3区から無所属で立候補して当選する。衆議院議員を1期務め、1894年3月の第3回衆議院議員総選挙では福井1区から無所属で立候補したが落選した。1932年に死去した。